# قفس فارادی

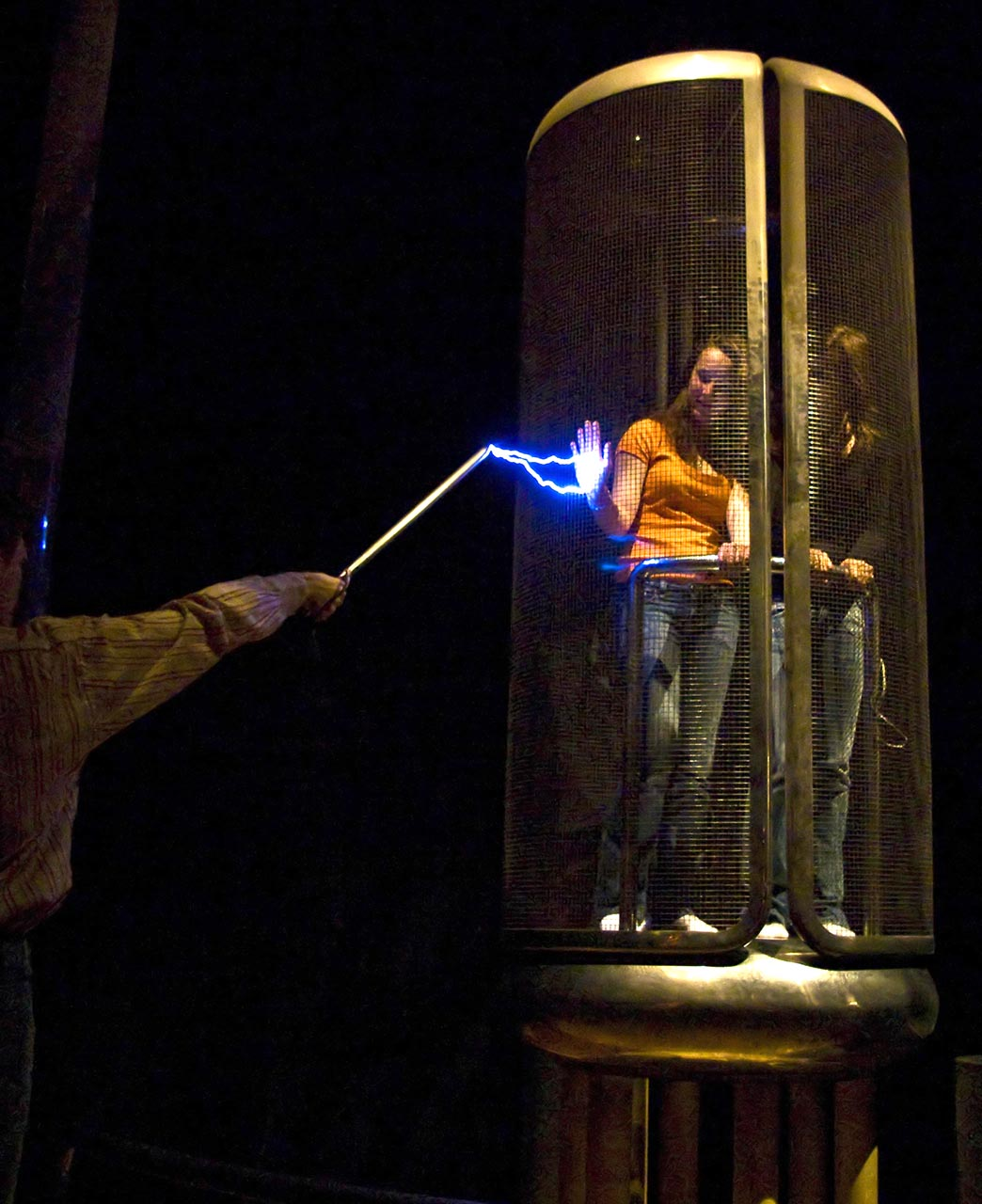
قفس فارادی

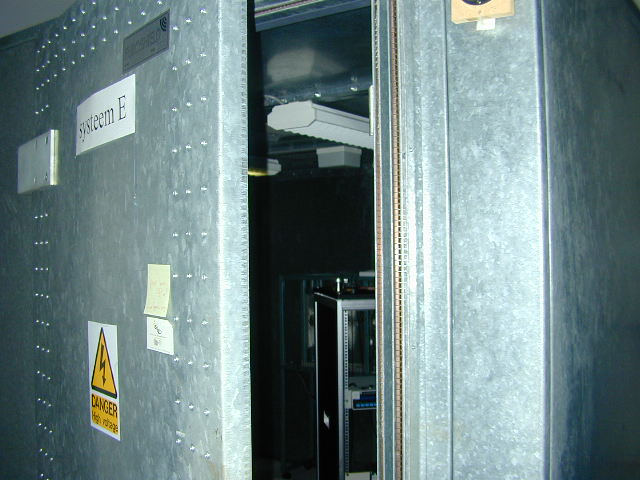
ورودی یک اتاق فارادی

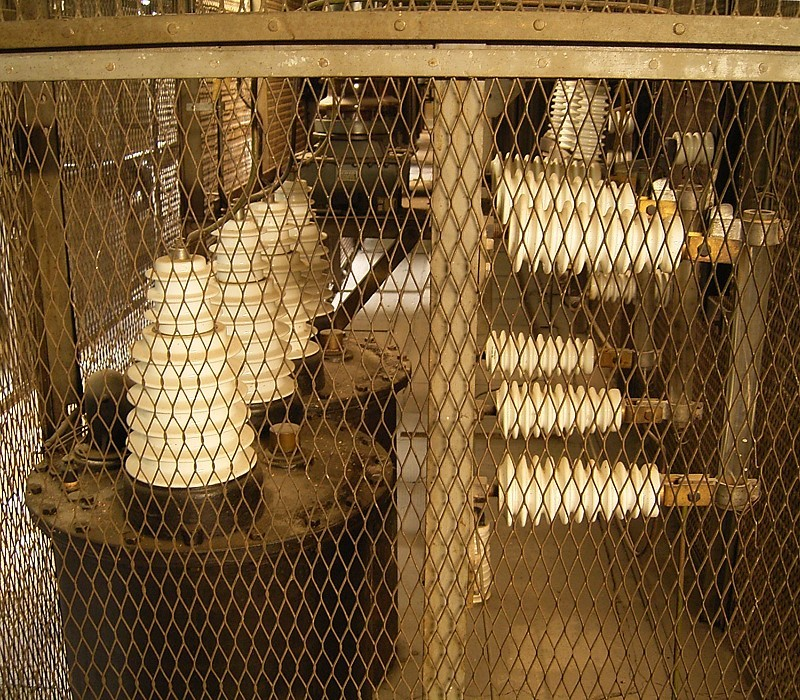
سپر فارادی در نیروگاه Art Nouveau در هایمباخ آلمان

قفس فارادی یک قفس یا فضای بستهٔ ساخته‌شده از فلز یا رسانای الکتریکی دیگر است که میدان الکترومغناطیسی را متوقف می‌کند. در سال ۱۸۶۳ میلادی مایکل فارادی در آزمایشی فردی را در یک قفس رسانای بزرگ قرار داد و آن را تا حدی شارژ کرد که بارهای الکتریکی به صورت جرقه از گوشه‌های آن جریان پیدا کردند. در هنگام نمایش کارکرد این قفس، معمولاً از سیم‌پیچ تسلا یا مولد وان دو گراف در کنار آن استفاده می‌شود و نشان می‌دهند که با وجود جرقه‌هایی که بین قفس و مولد یا سیم‌پیچ زده می‌شود، فرد درون قفس هیچ آسیبی نمی‌بیند. برای حفظ امنیت افرادی که در خارج از قفس قرار دارند قفس را به زمین متصل می‌کنند، ولی این کار برای حفظ امنیت فرد درون قفس ضرورتی ندارد.
قفس فارادی علاوه بر اینکه محافظی در برابر امواج بیرونی است، به امواج درون خود نیز اجازهٔ خروج نمی‌دهد. در این حالت الکترون‌های سطح رسانا به گونه‌ای روی سطح داخلی آن آرایش می‌یابند که اثر بارهای الکتریکی درون قفس را خنثی کنند. با این وجود بر اثر جابجایی بارها سطح خارجی قفس نیز باردار می‌شود؛ برای جمع‌آوری بارهای الکتریکی سطح بیرونی قفس آن را به  زمین متصل می‌کنند.

یک میدان الکتریکی‌ بیرونی باعث بازآرایی بارهای الکتریکی می‌شود که در نتیجهٔ آن میدان الکتریکی درون قفس بدون تغییر می‌ماند.

هنگامی که یک جسم باردار درون قفس فارادی قرار داده می‌شود، باری روی بدنهٔ قفس القا می‌کند که دارای پلاریتهٔ مخالف اما هم‌اندازهٔ بار درون قفس است. با اتصال قفس به یک دستگاه اندازه‌گیری الکتریکی می‌توان بار الکتریکی درون آن را اندازه گرفت، از این رو قفس فارادی یکی از راه‌های اندازه‌گیری بارهای الکتریکی ساکن است. البته پیش از انجام این کار باید قفس را به زمین متصل کرد تا بارهای الکتریکی روی آن تخلیه شود و سپس پیش از قراردادن جسم باردار درون آن، باید آن را از زمین جدا نمود. در عمل برای جلوگیری از تداخل میدان‌های ناشی از بارهای خارجی لازم است قفس اصلی در درون یک قفس فارادی دیگر قرار بگیرد. در این آزمایش اگر ژرفای قفس اصلی خیلی بیشتر از پهنای آن باشد، بدون نیاز به بستن در قفس می‌توان به نتایج نسبتاً دقیقی دست یافت. از مزیت‌های این روش اندازه‌گیری این است که می‌تواند بار کل یک جسم رسانا یا نارسانا را اندازه بگیرد. محدودیت آن نیز این است که قفس باید تواند کل جسم مورد آزمایش را در بر بگیرد.
قفس فارادی در برابر نفوذ امواج رادیویی و تابش الکترومغناطیسی نیز مقاوم است و این امواج نمی‌توانند به داخل آن نفوذ کنند.

## تاریخچه
ابداع قفس فارادی به مایکل فارادی دانشمند قرن ۱۹ میلادی نسبت داده می‌شود. او آزمایش‌های خود را بر مبنای کارهای دانشمند پیش از خود همچون بنجامین فرانکلین انجام داد و این نظریه را بیان کرد که امواج الکترومغناطیسی به طور طبیعی از اطراف یک مادهٔ رسانا گذر می‌کنند به درون آن نفوذ نمی‌یابند. بنابراین هنگامی که یک قوطی فلزی که درونش یک موش آزمایشگاهی قرار دارد، به صورت سری با یک سیم حامل جریان الکتریکی قرار می‌گیرد، جریانی از درون بدنهٔ قوطی یا بدن موش عبور نخواهد کرد (و موش دچار شوک الکتریکی‌ نمی‌شود) و کل جریان از سطح هادی فلزی می‌گذرد.

## نمونه‌ها
در هنگام برخورد آذرخش به خودروها، بدنهٔ فلزی آن به صورت یک قفس فارادی عمل می‌کند و مانع رسیدن امواج الکتریکی به سرنشینان درون خودرو می‌شود. درِ یک تندپز دارای لایه‌ای رسانا است که مانع ورود انرژی الکترومغناطیسی آن به درون فضای اتاق می‌شود.